# Formula Renault 2000 Eurocup 2000
Formula Renault 2000 Eurocup 2000 vanns av Felipe Massa.

## Slutställning
| Plats | Förare            | Poäng |
| ----- | ----------------- | ----- |
| 1     | Felipe Massa      | 140   |
| 2     | Charles Zwolsman  | 124   |
| 3     | Matteo Grassotto  | 116   |
| 4     | Richard Antinucci | 108   |
| 5     | Mike Schmidt      | 94    |
| 6     | Markus Winkelhock | 78    |
| 7     | Kimi Räikkönen    | 62    |
| 8     | Marcel Lasée      | 54    |